# Piedra goshen
Piedra goshen es un esquisto inusual de color variable. La mayoría de los depósitos de este material se ubican en Nueva Inglaterra (EE. UU.). Es minado en canteras y vendido como una piedra de dimensión. La piedra se vende aproximadamente por 100 dólares estadounidenses la tonelada.
La piedra entró al enfoque de los titulares en los EE. UU. el año 2007 cuando Matt White un ex lanzador del béisbol de grandes ligas quien entonces estaba jugando por las ligas menores descubrió unos 2 mil millones de dólares de la piedra en su propiedad cerca de Cummington (Massachusetts).